# Francesc Martí Ballester
Francesc Martí Ballester (Reus, 1908 - Madrid, 1953) va ser un comerciant i polític català.
D'ideologia catòlica conservadora, era un comissionista apreciat a la ciutat. Milità a la Lliga Regionalista, organització de la que en va ser dirigent local. Va ser regidor en diverses ocasions i va ocupar l'alcaldia de Reus de forma breu a principis de l'any 1936, quan l'ajuntament format per la Lliga, els radicals lerrouxistes i membres d'Acció Popular Catalana, es va deteriorar a partir de la dimissió forçada del govern Lerroux a l'octubre de 1935. Primer van dimitir dels seus càrrecs a l'ajuntament els representants de l'APC, i el gener de 1936 l'alcalde Pere Jordana i la minoria radical. Llavors la Lliga va passar a controlar totalment l'ajuntament i Francesc Martí es va convertir en alcalde fins a les eleccions de febrer del 1936. Durant la guerra civil va ser perseguit, però s'amagà. El 1939 es traslladà a Madrid, on morí el 1953.
Va publicar articles de contingut ideològic al diari Avui, afí a la Lliga, el 1935 i 1936. El 1929 havia col·laborat al Semanario Católico de Reus.